# Bistum Gaylord
Das in den USA gelegene Bistum Gaylord (lat. Dioecesis Gaylordensis) ist eine Diözese der römisch-katholischen Kirche mit Sitz in Gaylord (Michigan). Es wurde am 19. Dezember 1970 mit einer Größe von 28.932 km² aus Gebieten der Bistümer Grand Rapids und Saginaw begründet. Als solches ist es Suffraganbistum der Kirchenprovinz Detroit.

## Bildung
Das Bistum ist Träger folgender Bildungseinrichtungen:
- Catholic Central High School, Manistee
- Grand Traverse Area Catholic Schools, Traverse City
- St. Mary Cathedral High School, Gaylord
- St. Mary High School, Lake Leelanau

## Bischöfe
- Edmund Casimir Szoka (1971–1981, dann Erzbischof von Detroit)
- Robert John Rose (1981–1989, dann Bischof von Grand Rapids)
- Patrick Ronald Cooney (1989–2009)
- Bernard Hebda (2009–2013, dann Koadjutorerzbischof von Newark)
- Steven John Raica (2014–2020, dann Bischof von Birmingham)
- Jeffrey Walsh (seit 2021)

## Weblinks

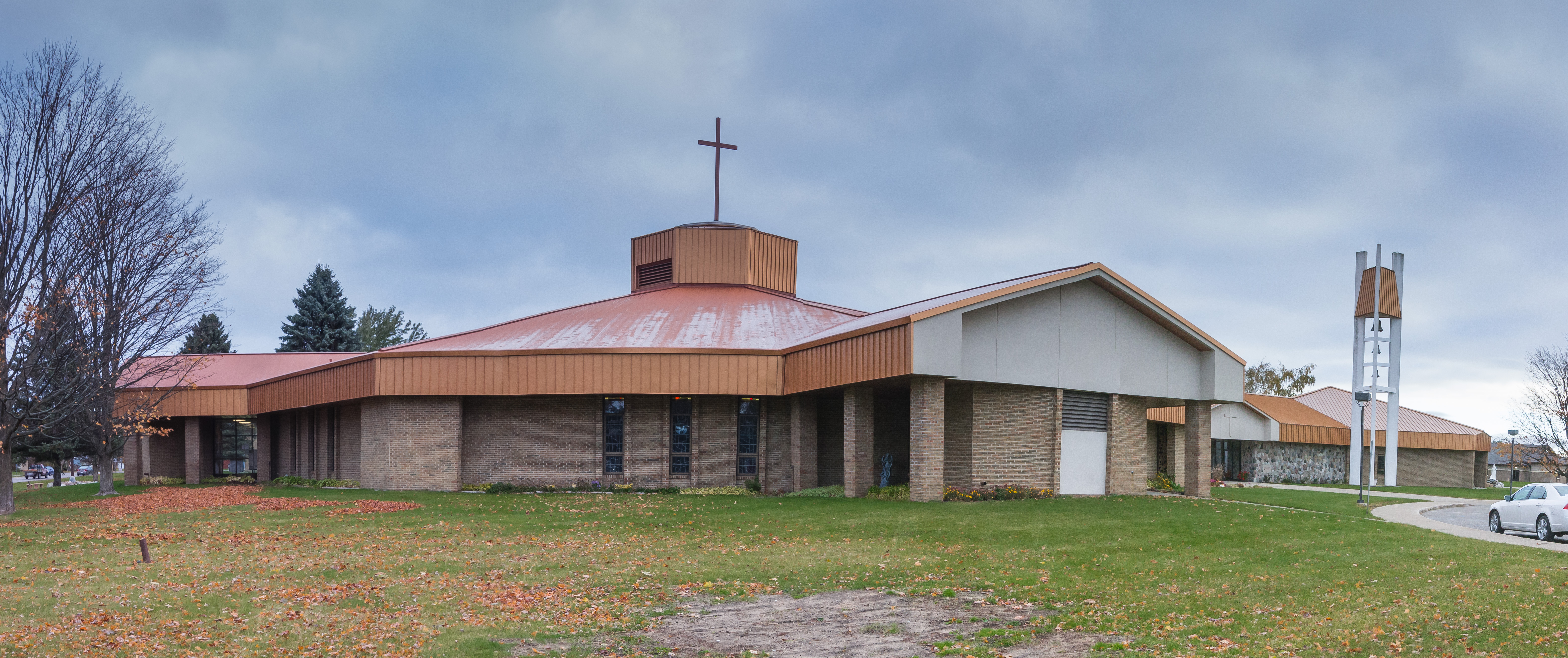
Kathedrale: Our Lady of Mt. Carmel in Gaylord